# Novà Odessa
Novà Odessa o Nóvaia Odessa (en ucraïnès Нова Одеса, en rus Новая Одесса) és una ciutat de la província de Mikolaiv, Ucraïna. El 2021 tenia 11.690 habitants.